# Fiat 2000
Fiat 2000 Mod. 17  a fost un tanc italian greu din Primul Război Mondial.  A fost proiectat de către compania FIAT în anul 1917 și au fost produse doar două exemplare, unul în același an și unul în anul următor. Fiat 2000 Mod. 17 a fost primul tanc proiectat și construit în Italia, consolidând astfel poziția acestei țări în domeniul dezvoltării de arme militare. Cu o greutate de 40 de tone, acest tanc a fost cel mai greu dintre cele produse în timpul Primului Război Mondial, cu excepția tancului german K-Wagen, care cântărea 120 de tone, dar care nu a fost finalizat niciodată. Blindajul său era cel mai gros dintre tancurile contemporane, ceea ce îi oferea o protecție excelentă împotriva atacurilor inamice. Pe lângă greutatea și blindajul său impresionante, Fiat 2000 Mod. 17 se remarca prin câteva soluții inovatoare. De exemplu, turela sa era complet rotativă, o caracteristică întâlnită și la tancul francez Renault FT. De asemenea, tancul Fiat era înarmat cu un tun și avea compartimentul motor separat de cel al echipajului.

## Istoric

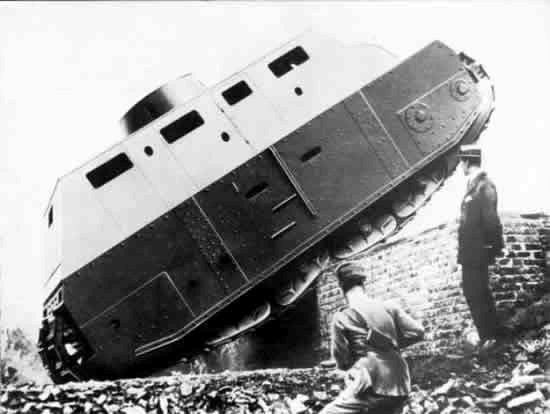
Primul prototip: partea mecanică este deja cea finală. De remarcat turela tronconică trunchiată, deschiderile mari neprotejate și fantele circulare ale mitralierei.

În anul 1916, la cererea conducerii militare, compania FIAT a început să lucreze la un nou vehicul de luptă, după ce a primit informații vagi despre tehnica necesară de la autoritățile militare, care au descris-o prin intermediul unor fotografii și a unui articol de ziar despre prototipul tancului de asalt britanic Little Willie. Proiectul a fost încredințat lui Carlo Cavalli, un specialist în mecanică și lui Giulio Cesare Cappa, un inginer creativ și talentat. Prototipul tancului, echipat cu un tun într-o turelă tronconică și patru mitraliere, a fost prezentat autorităților militare la data de 21 iunie 1917, mecanica a fost cea finală, în timp ce blindajul și armamentul au fost realizate în lunile următoare, concomitent cu o serie de teste pe teren în apropiere de Torino. Deși prototipul era prevăzut cu niște guri de tragere mari și neprotejate, ulterior această configurație a fost îmbunătățită prin adăugarea unei distribuții mai raționale a mitralierelor și prin mutarea trapei de acces din partea stângă în partea dreaptă a tancului. De asemenea, a fost instalat un ventilator mare pentru a aspira gazele de tragere, care altfel ar fi putut intoxica echipajul. Această soluție a fost necesară datorită numărului mare de tunuri instalate. În cele din urmă, prototipul a fost îmbunătățit și a fost dotat cu trei mitraliere de fiecare parte, plus una în retragere. 
În anul 1918 a fost construit al doilea tanc Fiat 2000 Mod. 17. Cu toate acestea, sfârșitul Primului Război Mondial a dus la o scădere a interesului pentru vehiculele blindate, ceea ce a dus la încetinirea proiectului. În același an, cele două tancuri Fiat 2000 au fost reunite în cadrul Bateriei 1 de tancuri de asalt autonomă din Torino, care era formată din două secții, fiecare echipată cu un Fiat 2000 și trei tancuri Renault FT. 
În luna februarie a anului 1919, Bateria 1 a fost trimisă în Libia pentru a lupta în războiul de gherilă. În această zonă, tancul Fiat 2000 a fost utilizat în operațiuni în zona Misurata, împreună cu un singur tanc Renault FT, în timp ce celălalt tanc Fiat 2000 a rămas la Roma pentru a fi studiat. În acest teatru de război colonial, caracterizat de distanțe foarte lungi în deșert, tancul Fiat 2000 s-a dovedit a fi prea lent pentru a putea contracara eficient raidurile gherilei lui Omar al-Mukhtar.  
Cu toate că Fiat 2000 Mod. 17 a fost o inovație tehnică impresionantă pentru vremea sa, experiența cu acest vehicul a dus la concluzia că acest model, era prea greu, lent, și nu era potrivit pentru terenul muntos tipic pentru posibilele fronturi italiene. Astfel, inginerii italieni s-au orientat către modele mai mici și mai manevrabile precum Fiat 3000. 
După utilizarea în Libia, urmele primului Fiat 2000 s-au pierdut, iar exemplarul care a rămas la Regimentul 8 Artilerie grea din Roma în 1924 a fost transferat la Departamentul de tancuri al colonelului Enrico Maltese, mai întâi la Pietralata și apoi la forte Tiburtina. La data de 3 septembrie 1934, acesta a fost expus la Campo Dux din Parioli, în livrea gri-verde, cu cele două mitraliere frontale înlocuite cu tunuri Vickers-Terni 37/40.
Ultima știre despre existența unui Fiat 2000 datează din anul 1936, când a fost raportat că acesta a fost folosit ca monument în cazarma "Corrado Mazzoni" din Bologna, care era sediul Regimentului 3 Infanterie Blindată. 

## Descriere

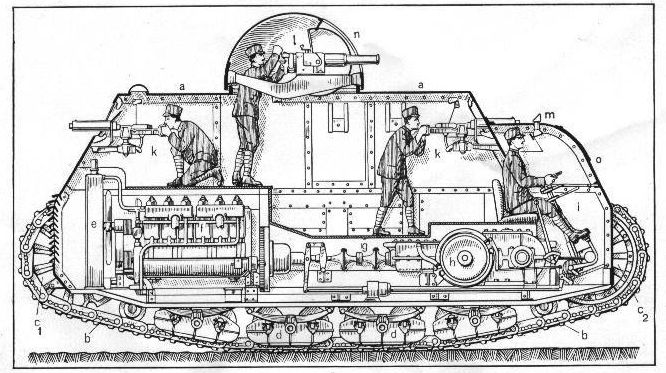
Fiat 2000 desen de construcție

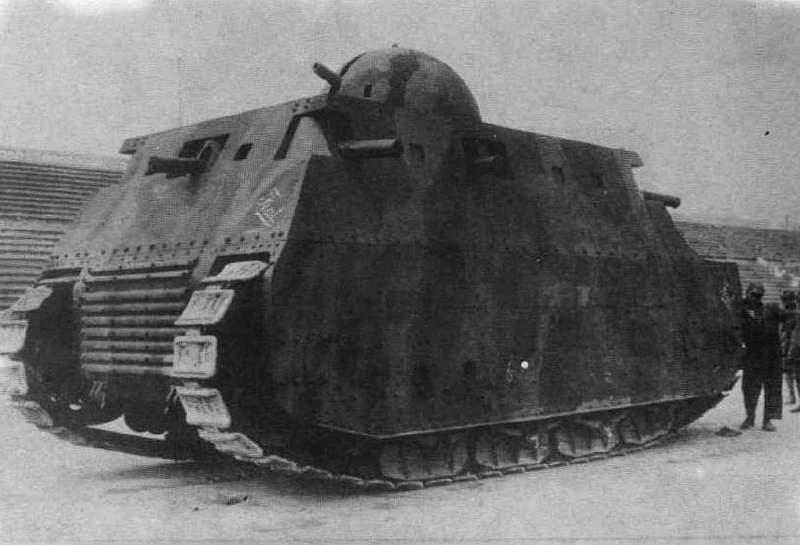
Fiat 2000, vedere din spate lateral

Corpul tancului era alcătuit dintr-o mare cazemată de blindaje boltite ușor înclinate, cu grosimea de 20 mm pe laterale și 15 mm la partea superioară și inferioară a corpului. Interiorul era divizat în două spații: motorul, transmisia, ambreiajele și toate componentele mecanice erau amplasate în compartimentul motor inferior, iar deasupra acestuia se afla compartimentul de luptă, la care se accesa printr-o ușă blindată situată pe partea dreaptă.
Armamentul principal era format din tunul însoțitor de calibrul 65/17 Mod. 1908/1913, modificat în mod corespunzător. Tunul era instalat într-o turelă emisferică, formată din patru părți separate de tablă și o cupolă cu gheara pentru ridicare, boltate împreună; aceasta avea o fante verticală pentru tun și pentru sectorul semicircular de protecție solidar cu afetul și, pe partea stângă, o deschidere pentru sistemul de ochire; turela putea roti la 360°, iar sectorul larg de tragere în sus și jos, de la -10° la +75°, permitea utilizarea tunului și pentru tragerea curbată ca un obuzier. 
Armamentul secundar era format din nu mai puțin de șapte mitraliere Fiat-Revelli Mod. 1914, calibrul 6,5 mm, răcite cu apă și amplasate pe suporturi prevăzute cu protecție semicirculară care se adapta la cazemata la diferitele unghiuri de rotație. Ele erau așezate la cele patru colțuri ale cazematei (cu aproximativ 110° de rotație fiecare), două central pe fiecare parte și una în partea din spate, în fugă. Astfel, fiecare sector era acoperit simultan de cel puțin două mitraliere, dar datorită înclinării blindajelor și a înălțimii cazematei, lăsau în jos, în jurul bazei tancului, un unghi mort periculos.
Echipajul format din 10 militari își lua locul în compartimentul de luptă; cazemata avea în partea frontală o cabină blindată proeminentă pentru pilot, cu o deschidere largă față prevăzută cu o ușă blindată și două fante reglabile, câte una pe fiecare parte; pentru conducerea cu ușile închise, pilotul dispunea de un periscop. Cei șapte mitralieri aveau la dispoziție, în afară de deschiderile armelor lor, și opt ferestre cu ușă: trei pe fiecare parte și două în partea din spate. Tunarul și încărcătorul își luau bineînțeles locul în turelă.
Motorul pe benzină, de origine aeronautică, era un Fiat A12 cu o capacitate de 21.200 cm³ și 6 cilindri verticali în linie, amplasat în partea din spate a compartimentului motor. Acesta furniza 250 CP la 1.400 rpm, suficienți pentru a propulsa enorma masă a tancului la viteza maximă de 7,5 km/h. Răcirea se face cu apă, cu un radiator mare amplasat în partea din spate protejat de o grilă. Cu toate că avea un rezervor de 600 de litri, autonomia era limitată la 75 km. Motorul comanda, prin intermediul ambreiajului principal, cutia de viteze cu 4 trepte și 2 marșarier cu reductor, amplasată sub postul de conducere al pilotului, care transmitea mișcarea la axul pe care acționau cele două ambreiaje de direcție (cuplate cu tamburii frânelor); acestea comandau pinioanele conectate prin lanțuri la cele două roți motrice din față. Sistemul electric cuprindea două generatoare și motorul de pornire.
Trenul de rulare diferea de cingătoarea înfășurătoare a tancurilor englezești și era decisiv mai bun decât cele prea scurte ale tancurilor franceze Schneider CA1 și Saint-Chamond. Era complet protejat de faldurile laterale blindate, precum în cazul A7V-ului german, dar spre deosebire de acesta, protecția nu compromitea mobilitatea. Permitea trecerea peste o tranșee de 3,5 metri, o treaptă de 1 metru și o pantă de 40°; de asemenea, permitea traversarea unui vad de până la 1 m adâncime. Cingătoarea era formată din plăci nervurate de oțel cu lățimea de doar 45 cm, ceea ce impunea o presiune specifică excesivă. Suspensiile cu arcuri se sprijineau pe patru role oscilante pe fiecare parte, fiecare echipat cu două role, la care se adăugau cele două role fixe de la capete, pentru un total de 10 role pe fiecare parte.

## Replica

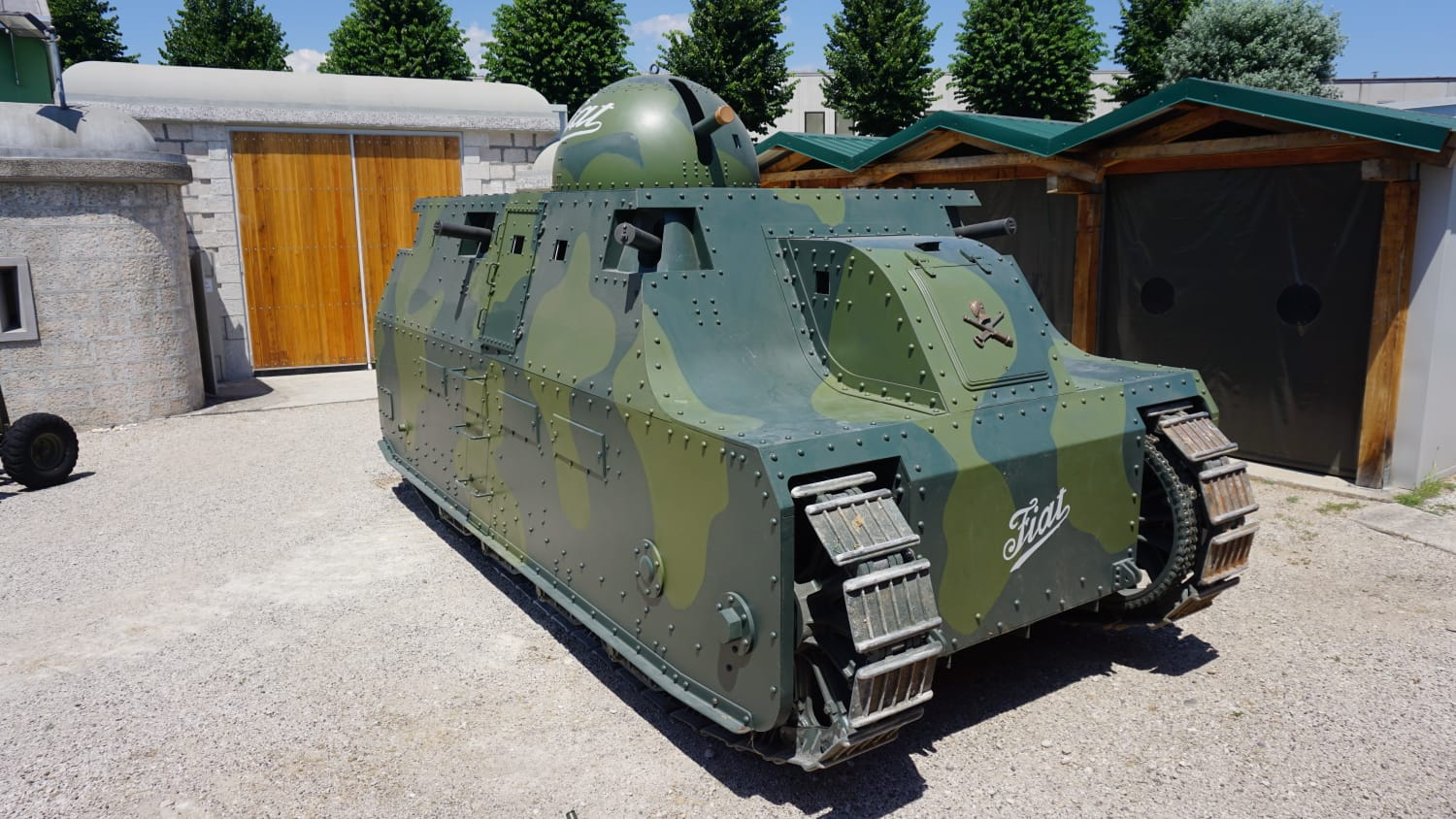
Replica modelului Fiat 2000 la Muzeul de Istorie din Montecchio Maggiore

În martie 2017, a fost format un comitet format din trei asociații cu scopul de a promova construcția unei replici exacte la scară și greutate a modelului Fiat 2000. Din iunie 2017 până în octombrie 2018, eforturile s-au concentrat pe găsirea documentației tehnice necesare pentru reproiectarea planului de construcție integrală a vehiculului, integrând lipsurile din materialul original păstrat în Italia, dar încă existent în străinătate. La data de 15 noiembrie 2018, odată finalizată partea de proiectare, a început construcția carului în Montecchio Maggiore de către Associazione Nazionale Carristi d'Italia și Associazione „Cultori della Storia delle Forze Armate”, împreună cu asociația culturală „Raggruppamento SPA”. Construcția replicii a fost finalizată în noiembrie 2020, iar replica exactă a Fiat 2000 poate fi vizionată în prezent la memorialul Carristi înființat ca parte a Museo delle Forze Armate 1914-1945 din Montecchio Maggiore.